# HMS Sjöhunden (1968)
Pour les articles homonymes, voir HMS Sjöhunden (homonymie).
Le HMS Sjöhunden est un ancien sous-marin suédois, le quatrième navire de la classe Sjöormen, nom du projet A11.

## Développement
La planification de la classe comprenait un certain nombre de solutions AIP différentes, y compris la propulsion nucléaire, mais les navires ont finalement été achevés avec des batteries extrêmement grandes pour l’époque. Le navire était un sous-marin à simple coque, avec une forme de coque influencée par le sous-marin expérimental américain USS Albacore (AGSS-569). La coque était recouverte de tuiles de caoutchouc pour réduire la signature acoustique (tuiles anéchoïques), ce qui était à cette époque une technologie pionnière. La classe Sjöormen a également été pionnière dans l’utilisation d’un gouvernail en forme de croix de saint André (par opposition à un gouvernail en forme de croix grecque) comme caractéristique standard (par opposition à un sous-marin expérimental),.

## Engagements
Le Parlement suédois a décidé de l’acquisition du navire en 1961. Le navire a été commandé à Karlskronavarvet et sa quille a été posée en 1966. Le navire a été lancé le 21 mars 1968 et a rejoint la Marine royale suédoise le 25 juin 1969.
Les HMS Sjöhunden et Sjölejonet ont subi entre 1992 et 1994 une prolongation de leur durée de vie, portant sur leurs moteurs principaux (les deux Hedemora ont été remplacés par quatre Scania DSI 14), des améliorations supplémentaires du sonar ainsi que la gestion du combat et des incendies, ainsi que de nombreuses mesures d’économie d’énergie, comme le remplacement des anciens équipements électriques par une technologie moderne, et une modification du système hydraulique à bord.
Le sous-marin a été vendu en 1997 à Kockums, qui l’a revendu à la marine de Singapour. Après des modifications apportées au navire pour sa tropicalisation, il a été remis à son nouveau propriétaire, qui l’a renommé RSS Chieftain.